# Твердохлібов Олександр Дмитрович
Олекса́ндр Дми́трович Твердохлі́бов (17.10.1840, Охтирка — 31.08.1918, Охтирка) — український історик, літератор, краєзнавець, етнограф, фольклорист і педагог. Брав участь в етнографічних експедиціях, займався вивченням народного побуду, записував пісні і думи лірників і бандуристів.
Олександр Твердохлібов народився 17 жовтня 1840 року в місті Охтирка, Охтирського повіту Харківської губернії. Вчився на історико-філологічному факультеті Харківського університету. Після закінченню його залишили в університеті як здобувача наукового ступеня, одночасно він викладав у Харківському повітовому училищі. Був членом і архіваріусом Харківського історико-філологічного товариства (ХІФТ). В 1870-х роках повернувся до Охтирки, де майже 50 років працював учителем Охтирського повітового училища і Охтирської жіночої гімназії. У 1902 році за ініціативою Д. Багалія на запрошення М. Сумцова О. Твердохлібов брав участь у підготовці ХІІ археологічного з'їзду в Харкові, зокрема, в організації великої етнографічної виставки, яка стала основою Харківського музею старожитностей і мистецтва, був активним учасником виставки та з'їзду. У 1917-1918 був членом охтирської "Просвіти": брав участь у діяльності товариства і роботі українських курсів. Автор оповідань, які друкувалися в газеті «Южный Край» (під псевдонімами Земляк, А. Т., Хома Абищо), історико-етнографічні статті у журналі «Кіевская старина» («Ще про Гаркушу», «Спадкоємне полковництво», «Забутий куточок Приворскля», «До історії Скельського монастиря», «Скалки давнини в Зіньківському повіті») та в «Сборнике Харьковского Губернского Статистического Комитета» («Ахтырка», «Котельва», «Ахтырский Свято-Троицкий монастырь»), займався дослідженням гончарства, писав вірші і байки («Де до кого», переклад «Парнаса» з Крилова) та ін. 

## Вшанування пам'яті
В Охтирці існує вулиця Олександра Твердохлібова.